# Zeugma vittata
Zeugma vittata är en insektsart som beskrevs av John Obadiah Westwood 1840. Zeugma vittata ingår i släktet Zeugma och familjen Derbidae. Inga underarter finns listade i Catalogue of Life.